# クコ
クコ（枸杞、学名: Lycium chinense）は、東アジア原産のナス科クコ属の落葉低木。荒れ地などに見られ、夏から秋にかけて薄紫色の花を咲かせて、秋に赤い果実をつける。有用植物で、食用や薬用に利用される。北アメリカなどにも移入され、分布を広げている。別名、ウルフベリー、ゴジベリー。中国植物名は枸杞（拼音: gǒuqǐ）。

## 名称
和名クコは、漢名に由来する。漢名（中国名）で「枸杞」と書き、中国の古書に「枸橘（カラタチ）のようなとげがあり、杞柳（コリヤナギ）のように枝がしなやかに伸びるので、枸杞と名付けられた」との記述がある。
日本の地方により、アマトウガラシ、オニクコ、カラスナンバン、カワラホウズキ、キホウズキ、シコウメ、ノナンバンなどの方言名でも呼ばれている。
英名のゴジベリーの名が逆輸入され、日本の園芸店でもゴジベリーの名で流通することも多い。

## 分布・生育地
日本全域（北海道・本州・四国・九州・沖縄）、朝鮮半島、中国、台湾に分布する。平地に分布し、山地には見られない。
日当たりのよい原野、河川堤防、土手、海岸、市街地や農耕地帯の道ばたなどのやぶに自生しており、人の手が加わりやすく、高木が生えきれない環境によく生える。ある程度湿り気のある水辺の砂地を好む。庭などで栽培もされる。日本では、土手や道ばたのやぶでよく見られるが、かつて一時の漢方薬ブームで頻繁に採取され、見かける数が少なくなった。

## 形態・生態
高さ1 - 2メートル (m) の落葉広葉樹の低木。暖地では半常緑化している。株元から茎が何本も立ち上がり、弓状に垂れ下がってやぶ状になる。茎は細長く伸びて直立せず、枝は長さ1 m以上、太さは数ミリメートル (mm) - 1センチメートル (cm) ほどで、よく分枝して細くしなやかである。3 - 4月ころに芽吹き、枝には葉と、葉の付け根に1 - 2 cm程度の棘が互生する。葉身は、長さ2 - 4 cm程度のやや先が尖った楕円形から倒披針形で、革質で縁がなめらかで、数枚ずつ集まるように枝から出る。垂直方向以外に地上にも匍匐茎を伸ばし、枝先が地に接すると発根して、同様の株を次々と作って繁茂する。
葉は、長さ2 - 4 cmの倒披針形か長楕円形の全縁で、束生して数個が集まり、葉質は厚く、軟らかで無毛である。葉の付け根には、しばしばとげ状の小枝が生える。
開花期は晩夏から秋（7 - 11月）で、葉腋から1 - 4個の細い花柄を出し、直径1 cmほどの小さな薄紫色の花が咲く。花は鐘形で、花冠は5裂する。花から5本の長い雄しべが出て、目立つ。
果実は液果で、花が終わると9月ころに結実し、長径1 - 2.5 cmほどの楕円形で、晩秋に橙紅色に熟す。果実の中に種子が20個ほど入り、一つの種子の大きさは2ミリメートル (mm) 弱ほどで、腎円形や楕円形で平たく、種皮は淡褐色で浅い網目模様があり、ざらつき感がある。
性質は丈夫であり、5月ころに、しばしばハムシの一種トホシクビボソハムシ（Lema decempunctata）の成虫や幼虫が葉を強く食害したり、何種類かのフシダニ（クコフシダニ）が葉裏に寄生して虫癭だらけになったりするが、それでもよく耐えて成長し、乾燥にも比較的強い。また、アブラムシがついたり、うどんこ病にかかることも多い。
一旦定着すると匍匐茎を伸ばして増え続け、数年後にはまとまった群落となることが多い。挿し木で簡単に育つ。
- 葉
- クコの花
- ナガバクコの果実

## 利用

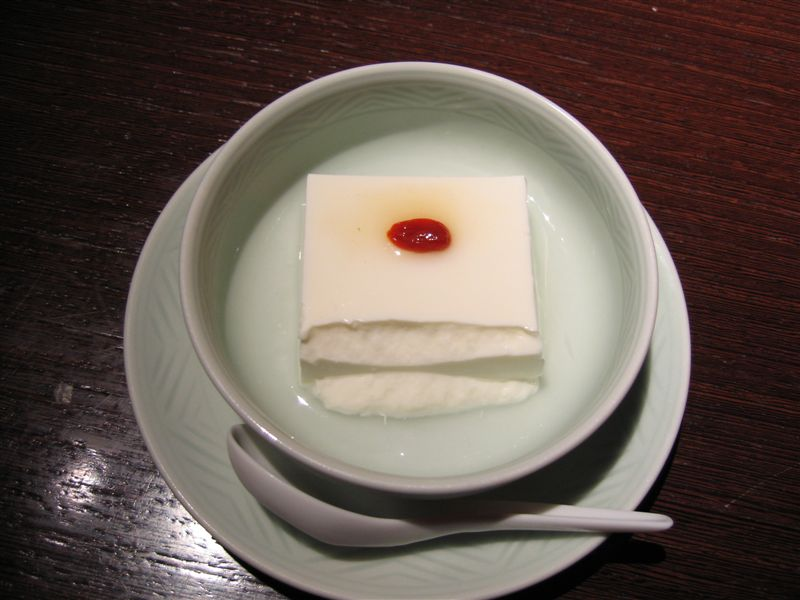
クコの実が杏仁豆腐のトッピングに使われる

非常に有用な植物で、葉や果実が食用、茶料、果実酒、薬用などに、また根は漢方薬に用いられる。萌芽力が強くて剪定にも耐えるため、庭園樹や生け垣に利用されることがある。挿し木や株分けで、容易に繁殖することができる。

### 食用
赤く熟した果実には、ベタイン、ゼアキサンチン、フィサリンなどが含まれ、強壮作用があり、乾燥させたクコの実をホワイトリカーに漬けこんで健康酒としてクコ酒にするほか、生食やドライフルーツでも利用される。薬膳として粥の具や杏仁豆腐のトッピングにもされる。
また、柔らかい若葉も食用にされ、軽く茹でて水にとってアクを抜き、お浸し、和え物、油炒め、クコ飯、ポタージュ、佃煮や、生のまま汁の実、天ぷらに調理されたり、サラダや料理のトッピングに利用される。若葉の採取時期は、暖地が4 - 5月ごろ、寒冷地は5 - 6月ごろが適期とされる。アク抜きの際に、水にさらす時間が短いと、葉の色が茶褐色に変色する。若芽は茹でるとよい香りがして、コクのある味わいが楽しめる。成葉は天日で干してお茶代わりにする。

### 薬用
クコの果実は枸杞子（くこし）、根皮は地骨皮（じこっぴ）、葉は枸杞葉（くこよう）という生薬である。ナガバクコ（学名: Lycium barbarum）も同様に生薬にされる。採取部により、三者三様の生薬名があるが、強壮薬としての効用は同じで、組み合わせで利用されている。葉は6 - 8月ころ、果実と根皮は秋に採取して、水洗いしたものを天日で乾燥させる。葉には、ベタイン、ベータ・シトステロールグルコシド、ルチンなどが含まれ、毛細血管を丈夫にする作用があるといわれる。根皮には、ベタイン、シトステソル、リノール酸などが含まれ、果実とともに滋養強壮の目的で漢方薬に配剤されている。
民間では、果実、根皮、葉それぞれ1日量5 - 10グラムを600 ccの水で半量になるまで煎じ、3回に分けて服用する用法が知られている。果実は、食欲がなく下痢しやすい人に合わないことが多く、根皮・葉は冷え症の人に対して禁忌とされている。
ワルファリンとの相互作用が報告されている。食品素材として利用する場合のヒトでの安全性・有効性については、信頼できるデータが見当たらない。

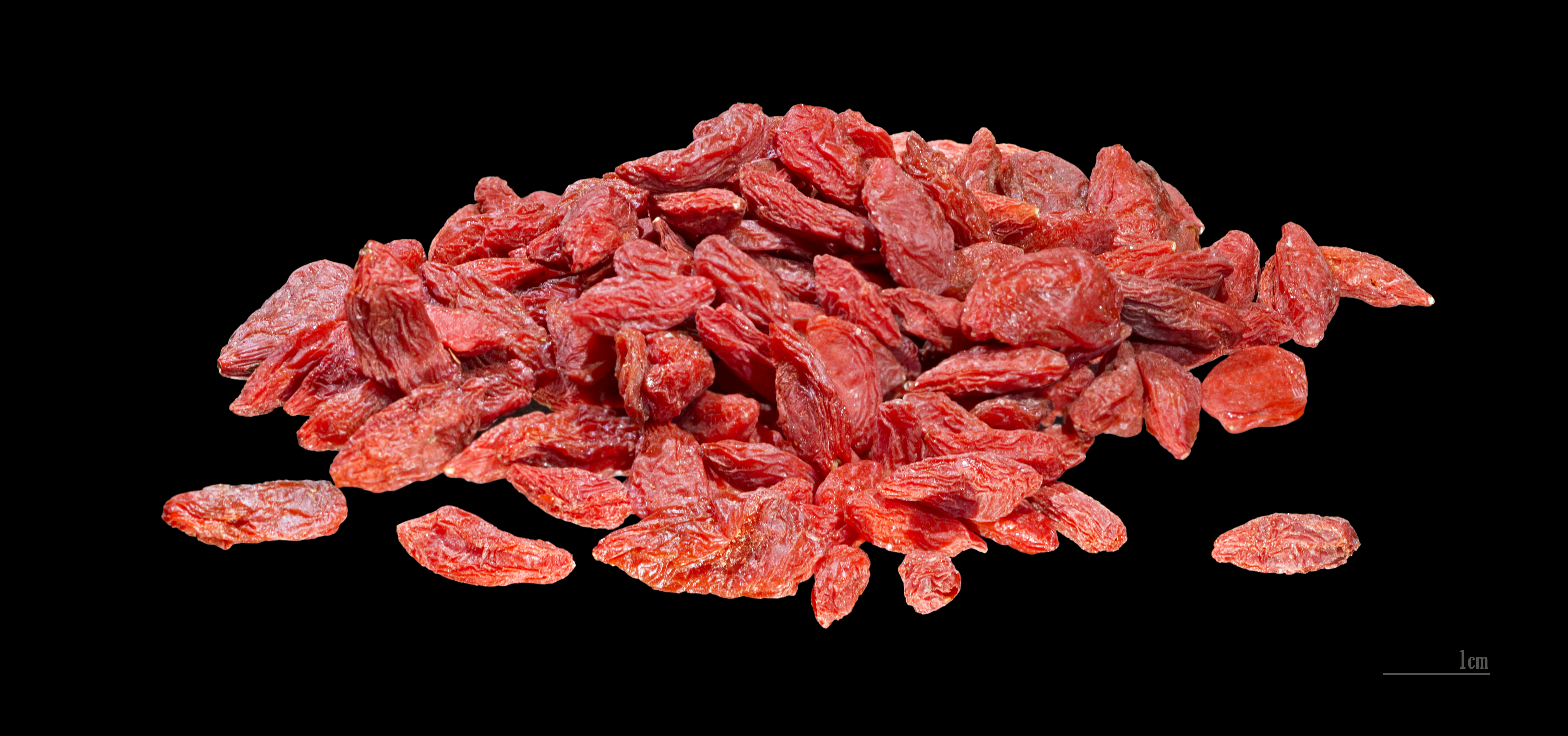
果実のドライフルーツ（枸杞子）

枸杞子
血圧や血糖の低下作用、抗脂肪肝作用などがある。精神が萎えているのを強壮する作用もあるとされている。また、視力減退、腰や膝がだるい症状の人、乾燥性のカラ咳にもよいといわれている。
地骨皮
抗炎症作用、解熱作用、強壮、高血圧低下作用などがある。清心蓮子飲（せいしんれんしいん）、滋陰至宝湯（じいんしほうとう）などの漢方方剤に配合される。クコ茶としても親しまれる。糖尿病で夜になると寝汗をかき、足の裏がほてる人によいともいわれている。
枸杞葉
動脈硬化予防、血圧の低下作用などがある。茶料としてクコ茶にする。

### 食用
若芽、葉茎、果実のいずれも食用や果実酒とする。春（4 - 6月）の若芽は、先端の10 cmを摘み取って、茹でて水にさらし、和え物やお浸しにしたり、生のものをよく洗って天ぷらや炒め物、汁の実として調理される。夏から秋にかけての葉も食用にでき、茹でてお浸しや和え物、生のまま天ぷらにしたり、煮付けて炊いた飯に混ぜて、クコ飯にできる。9 - 11月ころのよく熟れた果実は、よく洗ってホワイトリカーに漬け込み、果実酒にする。葉や根は細かく刻んで乾燥させ、クコ茶として飲用する。
また、スーパーフードとして商業的に販売されており、「食べる目薬」などと標榜されている。